# Jairo Pérez
Jairo Alonso Pérez Suárez (* 24. März 1973 in Iza) ist ein ehemaliger kolumbianischer Bahn- und Straßenradrennfahrer.

## Werdegang
Jairo Pérez begann seine Karriere 1996 beim kolumbianischen Radsportteam Glacial-Selle Italia. Im nächsten Jahr wechselte er zu Lotería de Boyacà. 1998 gewann er die Einerverfolgung bei den Zentralamerika- und Karibikspielen. Seinen ersten Erfolg auf der Straße feierte er 1999 beim Clásico RCN mit einem Etappensieg. Im nächsten Jahr fuhr er dann für die kolumbianisch-italienische Mannschaft Aguardiente Néctar-Selle Italia. Hier gewann er ein Teilstück bei der Vuelta al Táchira und zwei Etappen bei der Vuelta a Colombia. 2001 gewann er jeweils eine Etappe beim Clásico RCN und bei der Vuelta a Venezuela. Außerdem gewann er die zweite Etappe beim Doble Copacabana Grand Prix Fides und konnte so auch die Gesamtwertung für sich entscheiden. Dieser Sieg wurde ihm allerdings später wegen der Einnahme von Kokain aberkannt. Im Jahr darauf gewann er nochmals eine Etappe bei der Vuelta a Colombia.
2004 war das bisher erfolgreichste Jahr für Pérez. Er gewann Etappen insgesamt sieben Etappen bei der Vuelta al Tolima, bei der Vuelta a Antioquia, beim Doble Copacabana Grand Prix Fides und bei der Vuelta a Costa Rica. Im Jahr 2005 gewann Pérez ein Teilstück bei der Clásica del Meta, und 2006 war er bei einer Etappe der Vuelta al Valle del Cauca erfolgreich. 2006 gewann er die Mannschaftsverfolgung bei den Zentralamerika- und Karibikspielen. In der Saison 2007 gewann er eine Etappe bei der Vuelta a la Independencia Nacional und konnte so auch die Gesamtwertung für sich entscheiden. Außerdem gewann er die fünfte Etappe bei der Vuelta a Colombia. Auf der Bahn wurde er Panamerikameister in der Mannschaftsverfolgung. Im nächsten Jahr gewann er eine Etappe bei der Vuelta al Tolima und zwei Teilstücke beim International Cycling Classic in den Vereinigten Staaten. 2010 folgten Etappensiege beim Doble Sucre Potosí Gran Premio und erneut der Kolumbien-Rundfahrt.

## Erfolge – Straße
1998
- zwei Etappen Vuelta a Colombia

1999
- eine Etappe Vuelta a Colombia
- eine Etappe Clásico RCN

2000
- eine Etappe Vuelta al Táchira
- zwei Etappen Vuelta a Colombia

2001
- eine Etappe Clásico RCN
- eine Etappe Vuelta a Venezuela
- eine Etappe und Gesamtwertung Doble Copacabana Grand Prix Fides

2002
- eine Etappe Vuelta a Colombia

2004
- eine Etappe Doble Copacabana Grand Prix Fides
- Prolog und zwei Etappen Vuelta a Costa Rica

2007
- eine Etappe und Gesamtwertung Vuelta a la Independencia Nacional
- eine Etappe Vuelta a Colombia

2010
- eine Etappe Doble Sucre Potosí Gran Premio
- eine Etappe Vuelta a Colombia

## Erfolge – Bahn
1998
- bei den Zentralamerika- und Karibikspielen – Verfolgung

2006
- bei den Zentralamerika- und Karibikspielen – Verfolgung
- bei den Zentralamerika- und Karibikspielen – Mannschaftsverfolgung

2007
- Panamerikameister – Mannschaftsverfolgung (mit Carlos Alzate, Arles Antonio Castro und Juan Pablo Forero)

2009
- Panamerikameister – Einerverfolgung

## Teams
- 1995 Agua Natural Glacial
- 1996 Glacial-Selle Italia
- 1997 Lotería de Boyacà
- 1998 Lotería de Boyacà
- 1999 Aguardiente Néctar Cundimarca
- 2000 Aguardiente Néctar-Selle Italia
- 2001 Lotería de Boyacà
- 2002 Lotería de Boyacà
- 2003 Lotería de Boyacà
- 2004 Lotería de Boyacà
- 2005 Lotería de Boyacà
- 2006 Lotería de Boyacà
- 2007 Lotería de Boyacà
- 2008 Lotería de Boyacà
- 2009 Boyacá Orgullo de America
- 2010 Empresa de Energia de Boyacá Ebsa
- 2011 Empresa de Energia de Boyacá Ebsa
- 2012 Lotería de Boyacà

- 2014 EBSA-Indeportes Boyacá